# Home Made Kazoku
Gli Home Made Kazoku (HOME MADE 家族?) sono un gruppo musicale pop rap giapponese, fondato nel 1996 dal disc jockey U-Ichi e dai rapper Micro e Kuro.

## Formazione

### Formazione attuale
- Micro – voce (1996-presente)
- Kuro – voce (2001-presente)
- DJ U-ichi – giradischi, campionatore, programmazione (1996-presente)

### Ex componenti
- Hoze – voce (1996-2001)

## Discografia

### Compilation
- ~Heartful Best Songs~"Thank You"!!(2 giugno 2008)

1. 1.Thank You!!
2. 2.Oboeteru
3. 3.Hero(Strings Ver.)
4. 4.Koi No Decibel
5. 5.Salvia No Tsubomi
6. 6.Kimi Ga Kureta Mono
7. 7.Itsumo Itsudemo
8. 8.Futari Ga Line
9. 9.Yonaka Ni Kaita Love Letter
10. 10.Manabi No Mado
11. 11.Merry Go Round
12. 12.Nagareboshi~Shooting Star~
13. 13.Live Goes On & On (Extended Ver.)
14. 14.Home Sweet Home(Reform)
15. 15.Homesick
16. 16.Encore Symphony

- Family Tree~Side Works Collection Vol.1~(4 luglio 2010)

1. 1.Wait For Me(feat. Arikawa Kotomi)
2. 2.I Say Yeah(feat.RHYMESTER,PUSHIM,MABOROSHI & May.J)
3. 3.abingdon boys school-LOST REASON(feat. Micro)
4. 4.FLOW-Night Parade(feat.Home Made Kazoku)
5. 5.Sowelu-Let's go faraway(feat. Micro)(Mine-Chang Remix)
6. 6.SOFFet-Minus To Plus(feat. Kuro)
7. 7.HB-Haru No Hakuchuumu(feat. Home Made Kazoku)
8. 8.Noriyuki Makihara-Honno Sukoshi Dake(feat. Kuro)
9. 9.TUT-1026-yume Tabi(feat. Micro)
10. 10.LITTLE-Gradation(feat. Micro,SHOGO & SMALLEST)
11. 11.FUN HOUSE(Fickle Remix)(feat. KAME,HOZE & TUT-1026)
12. 12.Shimoneta & DJ Taki-Shit-Funky Technician(feat. Home Made kazoku)(Fickle Remix)
13. 13.KAME & L.N.K.-Shi GO TO Jin(feat. TUT-1026 & Micro)
14. 14.Aikotoba Wa Abracadabra(feat. KOME KOME Club)

- Kahou-The Best Of Home Made Kazoku(8 gennaio 2014)

1. 1.Kimi Ga Ita Kara
2. 2.Shounen Heart
3. 3.Aikotoba
4. 4.Thank You!!
5. 5.Kimi Ga Kureta Mono
6. 6.fantastic 3(feat.SEAMO)
7. 7.FREEDOM
8. 8.Salvia No Tsubomi
9. 9.Tomorrow(feat.Kusuo)
10. 10.You~Anata Ga Soba Ni Iru Shiawase
11. 11.Hashiri Tsuzukeru
12. 12.Home Sweet Home(Reborn)
13. 13.NO RAIN NO RAINBOW
14. 14.Nagareboshi~Shooting Star~
15. 15.Love Is...(feat.Ms Ooja)
16. 16.Mamoru Beki Mono
17. 17.Thank You!! (Reborn)

- Family Treasure～The Best Mix Of Home Made Kazoku～Mixed By DJ U-ICHI(23 luglio 2014)

1. 1.Enter The Family Treasure
2. 2.Hands Up
3. 3.Shounen Heart
4. 4.CHANGE
5. 5.Begin the Begin
6. 6.We Are Family
7. 7.HOLD MY HAND(feat. HOME MADE KAZOKU & SEAMO)/Nobodyknows+
8. 8.Yell
9. 9.FREEDOM
10. 10.BODY PARTY
11. 11.Manatsu No Dance Call
12. 12.SUMMER BORN!!!!!!!!!!
13. 13.JOYRIDE
14. 14.NEVER ENOUGH(FAMILY TREASURE ver.)
15. 15.Jounetsu No Switch
16. 16.NO RAIN NO RAINBOW (Fickle Remix)
17. 17.L.O.V.E.
18. 18.Frontier
19. 19.Signature Sound
20. 20.Fantastic 3(feat. SEAMO)
21. 21.Mukai Kaze
22. 22.Kibun Wa Marude Jackpot
23. 23.N.A.M.A.(Remix)(feat. SEAMO)
24. 24.ON THE RUN
25. 25.EVERYBODY NEEDS MUSIC
26. 26.EASY WALK
27. 27.Hero-Strings ver.-
28. 28.Itsumo Itsudemo
29. 29.Oiegei(feat. Minna)
30. 30.Thank You!!(Reborn)
31. 31.Start To Line
32. 32.HOME SWEET HOME (Reborn)
33. 33.HOME SWEET HOME (Reform)
34. 34.music & communication
35. 35.Adrenaline F
36. 36.RISE & SHINE
37. 37.So So Hot!!!
38. 38.Kimi ga Ita Kara
39. 39.Hashiri Tsuzukeru

- Last Forever Best -Mirai E To Tsunagu Family Selection-(30 novembre 2016)

1. 1.Thank You!!
2. 2.Sarubia No Tsubomi
3. 3.Shounen Heart
4. 4.Easy Walk
5. 5.Joyride
6. 6.Kimi Ga Ita Kara
7. 7.You ～Anata Ga Soba Ni Iru Shiawase～
8. 8.Nagareboshi ～Shooting Star～
9. 9.Home Sweet Home (Reborn)
10. 10.Kimi Ga Kureta Mono
11. 11.Come Back Home
12. 12.No Rain No Rainbow
13. 13.Motto Kimi Wo
14. 14.Tsunai Deikou
15. 15.Nukumori
16. 16.Laughin' Road
17. 17.Start To Line

### Album
- Mainichi Ga Eiga No you na Hitokoma～Life Is Beautiful～ (31 luglio 2002)

1. 1.Kaien
2. 2.Home Made
3. 3.This Is This, That Is That
4. 4.Run
5. 5.deban desu yo!!
6. 6.have a break, have a kit cut
7. 7.Honne To Tatemae
8. 8.Who's Da Entertainer!?
9. 9.Hai-Nou-The show Remix
10. 10.Kono Battle
11. 11.Hyakunen no Koi mo Moeru
12. 12.I.N.G.
13. 13.Me Wo Sorasuna
14. 14.Shuuen

- Home Sweet Home (10 marzo 2004)

1. 1.Home Made Kakin
2. 2.Stamina
3. 3.B Ressha De Ikou
4. 4.Wednesday Night Fever
5. 5.Kuchi Tsuzumi
6. 6.Home Sweet Home
7. 7.Boomerang
8. 8.Yoru No Chou
9. 9.You'll Be Alright
10. 10.Teirarira

- Rock the World (11 maggio 2005)

1. 1.It's da Dai Naka SHOW!!!
2. 2.Home Party
3. 3.On The Run
4. 4.Aikotoba
5. 5.Asunaro no Ki
6. 6.Kuuneru Asobu
7. 7.Oooh! Uchi~!(ext. version)
8. 8.Koi no Decibel
9. 9.Thank You!!
10. 10.Mochiron
11. 11.live on direct pt.3
12. 12.Mr. Tough Guy
13. 13.Summer Time Magic
14. 14.Homerareru to Nobiru Type
15. 15.Home Sweet Home (Reborn)
16. 16.Life Goes On & On

- Musication (15 febbraio 2006)

1. 1.Journey in 2 H.M.K.U.
2. 2.Music & Communication
3. 3.Shounen Heart
4. 4.Lean On Me
5. 5.JOYRIDE
6. 6.Take It Easy
7. 7.Salvia no Tsubomi
8. 8.FUNKY 20×8
9. 9.Shall We Burei!
10. 10.Itoshi no MIC CHECK 1,2
11. 11.Itsumo Itsudemo
12. 12.R.A.I.N.B.O.W.
13. 13.You'll Be Alright With Makihara Noriyuki
14. 14.Happy Days ~Shiawase na Hibi~

- Familia (14 marzo 2007)

1. 1.Familogue
2. 2.We Are Family
3. 3.Everybody Needs Music
4. 4.Get Fun-Key★Space In Your Space
5. 5.Fantastic 3(feat. SEAMO)
6. 6.Nagereboshi (流れ星 shooting Star)
7. 7.Kimi ga Kureta Mono (君がくれたもの)
8. 8.Brand New Day
9. 9.Manatsu No Dance Call
10. 10.What's Going On!?
11. 11.FRESSSH! (フレッッッシュ！)
12. 12.Brotherhood
13. 13.Never Enough (feat. K-Moon from INCREDIBLE BEATBOX BAND)
14. 14.Flava Flava with Shintarō Tokita from Sukima Switch (FLAVA FLAVA feat.常田真太郎 from スキマスイッチ)
15. 15.Homesick (ホームシック)
16. 16.Mi.e.na.i.chi.ka.ra (ミ・エ・ナ・イ・チ・カ・ラ)

- Home (10 agosto 2008)

1. 1.Kazoku Sensei
2. 2.Rise & Shine
3. 3.Change
4. 4.Come Back Home
5. 5.Easy Walk
6. 6.Hontou wa (ホントハ) (Truth Is)
7. 7.No Rain No Rainbow
8. 8.Home
9. 9.Oboeteru(おぼえてる)(I Remember)
10. 10.Frontier
11. 11.Runners High
12. 12.ZokuZokool
13. 13.Rush～Gimme A Break～
14. 14.I Wish
15. 15.YEAH!!

- CIRCLE (3 marzo 2010)

1. 1.Circleduction
2. 2.L.O.V.E.
3. 3.Family Circuit
4. 4.Oooh Wa!!!!
5. 5.Tomorrow(feat. Kusuo)
6. 6.Crazy(feat. Emi Hinouchi)
7. 7.Mukaikaze(Album Ver.)
8. 8.Fun House(feat. KAME,HOZE & TUT-1026)
9. 9.Hanabira(feat. Yukko)
10. 10.Superman
11. 11.Muchaburi King(feat. SEAMO)
12. 12.Looking For You
13. 13.YOU~Anata ga soba ni Iru Shiawase~
14. 14.CIRCLE

- Akatsuki (28 settembre 2011)

1. 1.Akatsuki(Introduction)
2. 2.FREEDOM
3. 3.Start To Line
4. 4.So So Hot!!
5. 5.No. 1
6. 6.Stay Gold
7. 7.Jounetsu No Switch
8. 8.Body Party
9. 9.Boku Wa Koko Ni Iru
10. 10.Nukumori
11. 11.Gift
12. 12.Rolling Stone

- 3RISE (12 settembre 2012)

1. 1.Begin the Begin
2. 2.Kibun Wa Marude Jackpot!
3. 3.World Is Mine
4. 4.Kimi To Boku No Sketchbook
5. 5.Love Is...(feat. Ms. Ooja)
6. 6.Oya No Kogoto
7. 7.3RISE~skit
8. 8.Oiegei(feat. Minna)
9. 9.Signature Sound
10. 10.Toumei Ningen
11. 11.BIG TIME
12. 12.Kohaku Iro Ni Somaru Kono Machi Wa
13. 13.1+1

- Laughin' Road (11 febbraio 2015)

1. 1.Introad
2. 2.Full Swing Revolution
3. 3.Hands Up
4. 4.Yokorenbo
5. 5.YOLO
6. 6.Laughin' Road
7. 7.N.A.M.A.(Remix)(feat. AK-69)
8. 8.Hashiri Tsuzukeru
9. 9.YOUME
10. 10.HONEY
11. 11.You're The B.E.S.T.
12. 12.Sail Away
13. 13.Ai Dake Ga
14. 14.Kimi Ga Ita Kara(Laughin' Road Ver.)

### Singoli
- Summer Time Magic (7 luglio 2004)

1. 1.Summer Time Magic
2. 2.Mr. Tough Guy
3. 3.Oooh! Yeah～!

- Aikotoba (17 novembre 2004)
- 1.Aikotoba
- 2.Hero
- 3.Home Party
- Thank You!! (26 gennaio 2005)

1. 1.サンキュー！！ (Thank You!!)
2. 2.Home Sweet Home(Reborn)

- On The Run (2 marzo 2005)

1. 1.On The Run
2. 2.Live On Direct Pt. 2
3. 3.Adrenaline F

- Shōnen Heart (3 agosto 2005)

1. 1.Shōnen Heart
2. 2.Sora To Umi Deau Tokoro
3. 3.Shōnen Heart(Instrumental)

- Joyride (5 ottobre 2005)

1. 1.Joyride
2. 2.Manabi No Mado
3. 3.Lifework!?
4. 4.Joyride(Instrumental)

- Salvia no Tsubomi/You'll be alright feat. Noriyuki Makihara (18 gennaio 2006)

1. 1.Salvia No Tsubomi
2. 2.You'll Be Alright(feat.Noriyuki Makihara)
3. 3.Nani Gata Desu Ka?
4. 4.Salvia No Tsubomi(Instrumental)
5. 5.You'll Be Alright(Instrumental)

- Aikotoba Wa Abracadabra/Manatsu No Dance Call(12 luglio 2006)

1. 1.Aikotoba Wa Abracadabra(feat. KomeKome Club)
2. 2.Manatsu No Dance Call
3. 3.Precious Season
4. 4.Aikotoba Wa Abracadabra(Instrumental)
5. 5.Manatsu No Dance Call(Instrumental)

- I Say Yeah! (4 ottobre 2006)

1. 1.I Say yeah(Micro, May J., Pushim, Kuro, C. Ricketts, S. Sasaki, J. Yamamoto)
2. 2.I Say Yeah(DJ Bobo James RMX)
3. 3.I Say Yeah(Breathrough Remix)
4. 4.I Say Yeah(Fickle Remix)

- Everybody Needs Music (22 novembre 2006)

1. 1.Everybody Needs Music
2. 2.Silver Town
3. 3.Tera Incognita-Shirarezarutochi-
4. 4.What's Goin' On!?

- Kimi ga Kureta Mono (31 gennaio 2007)

1. 1.Kimi Ga Kureta mono
2. 2.Never Enough(feat.K-Moon from Incredible Beatbox Band)
3. 3.Salvia No Tsubomi-Liga Oriente remix-

- Nagareboshi ~Shooting Star~ (7 marzo 2007)

1. 1.Nagareboshi-Shooting Star-
2. 2.Yonaka Ni kaita Love Letter
3. 3.Nagareboshi(Instrumental)

- Oboeteru (16 gennaio 2008)

1. 1.Oboeteru
2. 2. Rise & Shine
3. 3. Everybody Needs Music (raw phat remix)

- Easy Walk (8 aprile 2008)

1. 1.Easy Walk
2. 2.Iron Soul
3. 3.Viva Jibun

- No Rain No Rainbow (23 luglio 2008)

1. 1.No Rain No Rainbow
2. 2.Frontier
3. 3.I Wish

- Come Back Home (3 settembre 2008)

1. 1.Come Back Home
2. 2.Ikkagen
3. 3.Easy Walk(DJ Deckstream Remix)

- YOU~Anata ga soba ni Iru Shiawase~(11 marzo 2009)

1. 1.YOU~Anata ga soba ni Iru Shiawase
2. 2.Fun House(feat.Kame,Tut-1026 & Hoze)
3. 3.Clap! Clap!

- Tomorrow(feat. Kusuo)(4 settembre 2009)

1. 1.Tomorrow
2. 2.Mukaikaze
3. 3.Looking For You
4. 4.Silver Town

- L.O.V.E.(10 febbraio 2010)

1. 1.L.O.V.E.
2. 2.Step By Step
3. 3.Shōnen Heart(Fickle Remix)

- Nukumori (27 ottobre 2010)

1. 1.Nukumori
2. 2.Mirai Orai
3. 3.Nukumori(Instrumental)

- Freedom(1º giugno 2011)

1. 1.Freedom
2. 2.No Rain No Rainbow(Fickle Remix)
3. 3.Freedom(Instrumental)
4. 4.Freedom(Opening mix)(solo Special Edition)

- Kohaku Iro Ni Somaru Kono Machi Wa (25 gennaio 2012)

1. 1.Kohaku Iro Ni Somaru Kono Machi Wa
2. 2.Across The Universe

- Kibun Wa Marude Jackpot!(30 maggio 2012)

1. 1.Kibun Wa Marude Jackpot!
2. 2.Oiegei(feat. Minna)

- Love Is...(feat. Ms. Ooja)(8 agosto 2012)

1. 1.Love Is...(feat. Ms. Ooja)
2. 2.Memory Lane

- Kimi Ga Ita Kara (31 luglio 2013)

1. 1.Kimi Ga Ita Kara
2. 2.SUMMER BORN!!!!
3. 3.Sun Shade Love
4. 4.N.A.M.A.
5. 5.Kimi Ga Ita Kara(Instrumental)
6. 6.N.A.M.A.(Instrumental)

- Hashiri Tsuzukeru (23 ottobre 2013)

1. 1.Hashiri Tsuzukeru
2. 2.Syncopation
3. 3.Hajimari No Kane
4. 4.N.A.M.A. Remix(feat. Seamo)
5. 5.Hashiri Tsuzukeru-Instrumental-
6. 6.N.A.M.A. Remix(feat. Seamo)-Instrumental-

- Yokorenbo (14 gennaio 2015)

1. 1.Yokorenbo
2. 2.You Choose
3. 3.Kodona
4. 4.N.A.M.A. Remix(feat. ノリ・ダ・ファンキーシビレサス & ヤス一番? From nobodyknows+)

### Mini-Album
- H.M.K.U.(21 novembre 2001)

1. 1.Intro
2. 2.Mawaru Record No Ue Hashiru Artist 2001
3. 3.Dekoboko~SKIT(desu, kitto)
4. 4.Boin-Chan(Penis no SHOW hito)
5. 5.Tegami
6. 6.Track
7. 7.Scrap&build-Dj Taki-Shit mix-
8. 8.Outro

- Oooh! Ie~!(19 maggio 2004)

1. 1.Oooh! Ie~!
2. 2.Let It Be~Aru ga Mama ni~
3. 3.Merry Go round
4. 4.LIVE ON DIRECT pt.1
5. 5.Kuchiya Kusoku Kara Hajimaru Monogatari ~151125~

- Seven Emotions (2 febbraio 2011)

1. 1.Theme of seven emotions
2. 2.Motto Kimi Wo
3. 3.Eru
4. 4.BIG CITY
5. 5.Kokoro No Hana
6. 6.Goodbye To Onaji Kurai Thank You
7. 7.Shooting Star(Fickle Remix)

### DVD
- Live 2005 "Rock the World" ～はじめての家族旅行～ in 名古屋
- Home Made Films Vol.1
- Home Made Films Vol.2
- I Say Yeah! NeOSITE 10th Anniversary Party@Shibuya AX
- Tour 2006 "Musication" ～平成十八年度・新学期家族大歓迎会～ in Zepp Tokyo
- TOUR 2007 "FAMILIA"~Heisei 19 Nendo Shiawase Kazokuka Keikaku~
- HOME MADE FILMS Vol. 3
- RAINBOW LIVE 2007 ~NO RAIN NO RAINBOW~
- LIVE 2009 ~HOME PARTY in Nippon Budokan~
- HOME MADE FILMS Vol.4
- 10th ANNIVERSARY "HALL" TOUR THE BEST OF HOME MADE KAZOKU at SHIBUYA KOIKAIDO

### Singoli Digitali (solo su iTunes)
- Home Made Kazoku @ The Animes (8 giugno 2010)
- 1.Thank You!!
- 2.Shounen Heart
- 3.Shooting Star
- 4.No Rain No Rainbow
- Hands Up!(16 luglio 2014)
- 1.Hands Up